# تساوت (آيت بوأولى)
تساوت هي إحدى مشيخات المملكة المغربية، تتبع جغرافيا لإقليم أزيلال وإداريًا لآيت بوأولى. يقدر عدد سكانها بـ 7159 نسمة حسب الإحصاء الرسمي للسكان والسكنى لسنة 2004.